# Elatostema halophyllum
Elatostema halophyllum es una especie de planta del género Elatostema, perteneciente a la familia Urticaceae.

## Taxonomía
Elatostema halophyllum fue descrita por Elmer Drew Merrill en 1916.

## Distribución
Se encuentra en el territorio de Filipinas.